# 贡榜王朝
贡榜王朝（發音：[kóʊɰ̃bàʊɰ̃ kʰɪʔ]）為緬甸最後的王朝，為雍笈牙創立，因此也稱為雍笈牙王朝。貢榜王朝存在於1752年到1885年，期間不但統一全緬甸，也对外四处用兵擴張疆土，於1767年消滅暹羅阿瑜陀耶王国，並多次和中国清朝发生战争。19世紀中期，南緬甸受到大英帝国入侵，該王朝前後與英爆發三次英緬戰爭，終於在1885年遭受英國全面佔領，貢榜王朝亦覆滅。其領土則被併入英屬印度。

## 君主列表
| 中文譯名              | 緬甸語名字 | 關係                       | 在位期間 （公元） | 附註                                                                |
| --------------------- | ---------- | -------------------------- | ----------------- | ------------------------------------------------------------------- |
| 雍笈牙                |            |                            | 1752－1760        | 用七年時間統一緬甸。                                                |
| 囊陀基                |            | 雍笈牙長子                 | 1760－1763        |                                                                     |
| 辛標信 又譯猛白、孟駁 |            | 雍笈牙次子                 | 1763－1776        | 多次侵犯雲南邊境，引發清緬戰爭。 1767年滅阿瑜陀耶王國(泰國大城王朝) |
| 新古王                |            | 辛標信長子                 | 1776－1781        |                                                                     |
| 莽莽                  |            | 囊陀基長子                 | 1781              |                                                                     |
| 波道帕耶 又譯孟雲     |            | 雍笈牙四子                 | 1782－1819        | 較注意發展國內經濟。                                                |
| 巴基道 又譯孟既       |            | 波道帕耶次子扎多敏梭第四子 | 1819－1837        | 第一次英緬戰爭(1823－1826)。 被迫與英國簽訂《杨达坡條約》。         |
| 沙耶瓦底王 又譯孟坑   |            | 波道帕耶次子扎多敏梭第七子 | 1837－1846        |                                                                     |
| 蒲甘王                |            | 沙耶瓦底王第三子           | 1846－1853        | 第二次英緬戰爭(1852)                                                |
| 敏東                  |            | 蒲甘王之弟                 | 1853－1879        | 推行改革。                                                          |
| 錫袍                  |            | 敏東之子                   | 1878－1885        | 第三次英緬戰爭(1885)。王被英軍俘虜，貢榜王朝滅亡。                  |

## 王室儀式
有14种王室灌頂仪式（abhiseka）：
- 即位灌頂（ရာဇဘိသိက်） - 国王即位
- 佛誓灌頂（မုဒ္ဓဘိသိက်） - 国王为弘扬佛法的正式誓词，即位后5年举行
- 立儲灌頂（ဥပရာဇဘိသေက） - 册立王储
- 立灌頂（မဟေသီဘိသေက） - 冊立王后
- 白象灌頂（မင်္ဂလာဘိသေက） - 庆祝获得白象的所有权
- 君威灌頂（သီရိယဘိသေက） - 恢复国王的荣耀，不定期举行
- 長壽灌頂（အာယုဒီဃဘိသေက） - 获得长寿，不定期举行
- 勝利灌頂（ဇေယျာဘိသေက） - 确保战争的胜利和成功
- 繁榮灌頂（မဟာဘိသေက） - 增加经济繁荣，即位后7年举行
- 和平灌頂（သကလာဘိသေက） - 确保王国的和平
- 克敵灌頂（ဝိဇယဘိသေက） - 征服敌人
- 大婚灌頂（Manda beittheit） - 迎娶有王室血統的王后候选人
- 守法灌頂（Thenga beittheit） - 再次对国王作出遵守法律的承诺，随之授予国家政府及行政部门完全的权力。

## 相关條目
- 東吁王朝
- 緬甸歷史
- 清緬戰爭
- 英緬戰爭